# 練馬区立豊玉第二中学校
練馬区立豊玉第二中学校（ねりまくりつ とよたまだいにちゅうがっこう）は東京都練馬区豊玉北二丁目にある中学校。2019年(令和元年)5月時点の生徒数は6学級183名。 

## 特徴
- 練馬区の中学校のうち、一番敷地が狭い
- 情緒障害学級（愛称:若草学級）を設けている
- 校章は近くで勾玉が発掘されたという伝説（事実ではない）にもとづいて、勾玉を意匠化したものになっている。

## 沿革
- 1962年4月1日 - 豊玉中学校より独立設置
- 1963年3月4日 - 体育館竣工
- 1965年
  - 10月14日 - プール竣工
  - 11月8日 - 校歌制定
- 2014年11月22日 - 新校舎落成

## 教育目標
1. 正しく判断し　行動できる人
2. 健康で　実行力のある人
3. 広い心で　思いやりのある人

## 施設
- 校舎（4階建て）
- 若草学級棟
- 体育館
- 25mプール

## 通学区域
桜台駅の南方、千川通り以南を学区域とする。
- 豊玉上一丁目
- 豊玉上二丁目
- 豊玉中一丁目
- 豊玉中二丁目（10-12）
- 豊玉北一丁目
- 豊玉北二丁目
- 豊玉北三丁目
- 豊玉北四丁目
- 豊玉北五丁目（1-7、14）

## 進学前小学校
区立中学校選択制度があり区内の遠方から通学している生徒もいるが、学区指定による小学校は以下の通り。※印は小中一貫教育グループの構成校。
- 豊玉第二小学校(※)
- 豊玉東小学校(※)

## 学区内の主な施設
- 練馬警察署
- 練馬消防署
- 武蔵大学
- 武蔵高等学校中学校

## 交通
- 西武池袋線桜台駅より徒歩8分
- 都営地下鉄大江戸線新江古田駅より徒歩10分。
- 関東バス・国際興業バス（赤31）・都営バス（王78） 豊玉北バス停より徒歩3分

## 著名な出身者
- つるの剛士
- 白井陽介

## 事件
校長だった北村比左嘉が生徒に性的暴行を加えた罪で懲役９年の判決。。。